# ایرینا ریفسکایا
ایرینا ریفسکایا (به انگلیسی: Irina Raevskaya) (زادهٔ ۱۸ سپتامبر ۱۹۸۴) شناگر اهل روسیه است.